# Cortinarius uraceus
Cortinarius uraceus (Elias Magnus Fries, 1838) din încrengătura Basidiomycota, în familia Cortinariaceae și de genul Cortinarius este o specie nu prea răspândită de ciuperci necomestibile care coabitează, fiind un simbiont micoriza (formează micorize pe rădăcinile arborilor). O denumire populară nu este cunoscută. În România, Basarabia și Bucovina de Nord trăiește pe sol acru și umed de la câmpie la munte, în grupuri mici, adesea în smocuri, în păduri de conifere sub molizi și pini, de obicei prin mușchi. Timpul apariției este din august până în noiembrie.

## Taxonomie

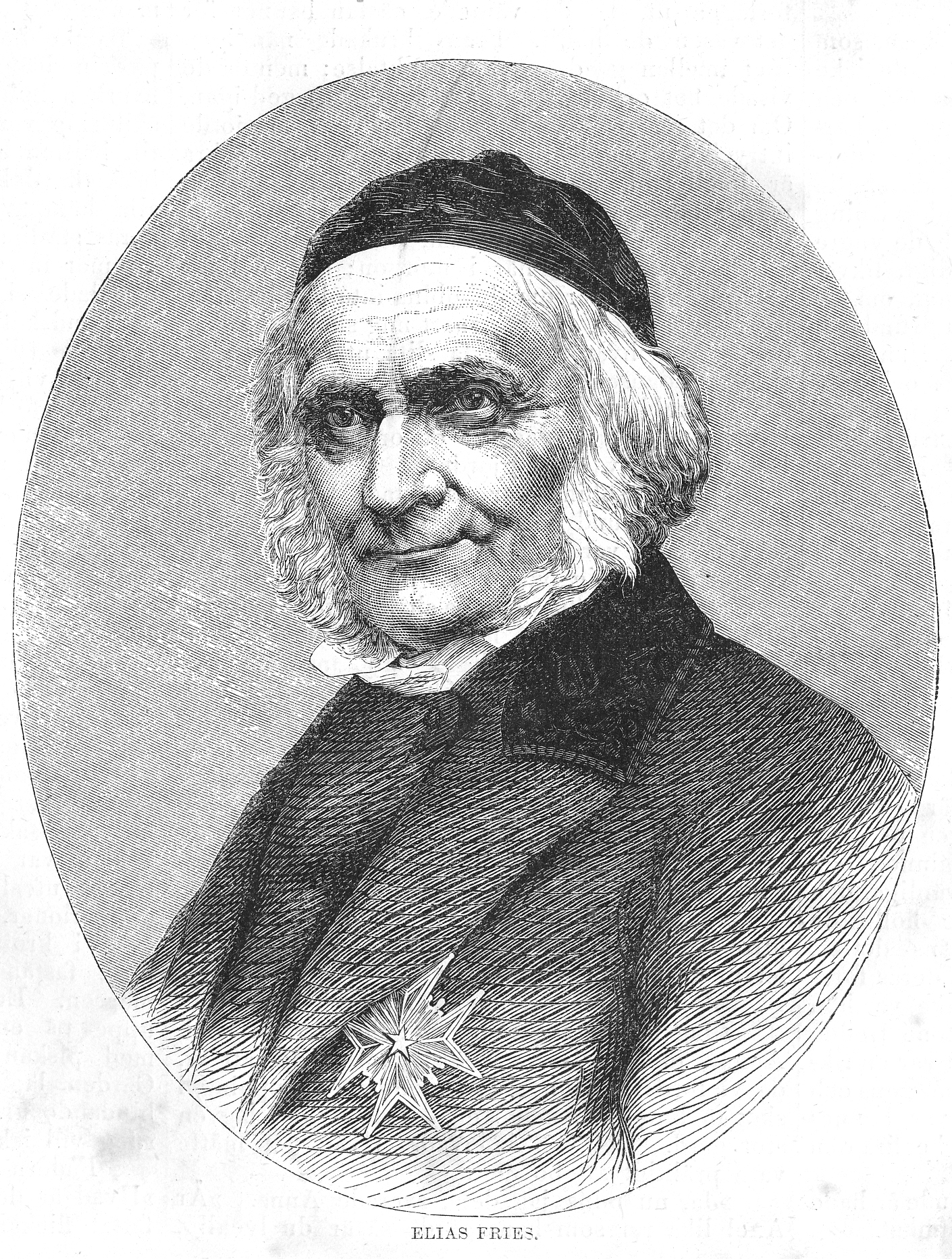
Elias Fries

Numele binomial  Cortinarius uraceus, a fost determinat de faimosul savant suedez Elias Magnus Fries de verificat în cartea sa Epicrisis systematis mycologici, seu synopsis hymenomycetumdin 1838, fiind și numele curent valabil (2022).
Taxoni obligatori sunt Gomphos uraceus al micologului german Otto Kuntze din 1891 și Hydrocybe uracea  al botanistului norvegian Axel Gudbrand Blytt (1843-1898) din 1905, ambii bazând pe descrierea lui Fries.
Toate celelalte încercări de redenumire, sunt acceptate drept sinonime.
Epitetul specific este derivat din cuvântul latin (latină urere=a arde, a desica, a pârjoli, a seca), datorită aspectului pe exterior și al cărnii.

## Descriere

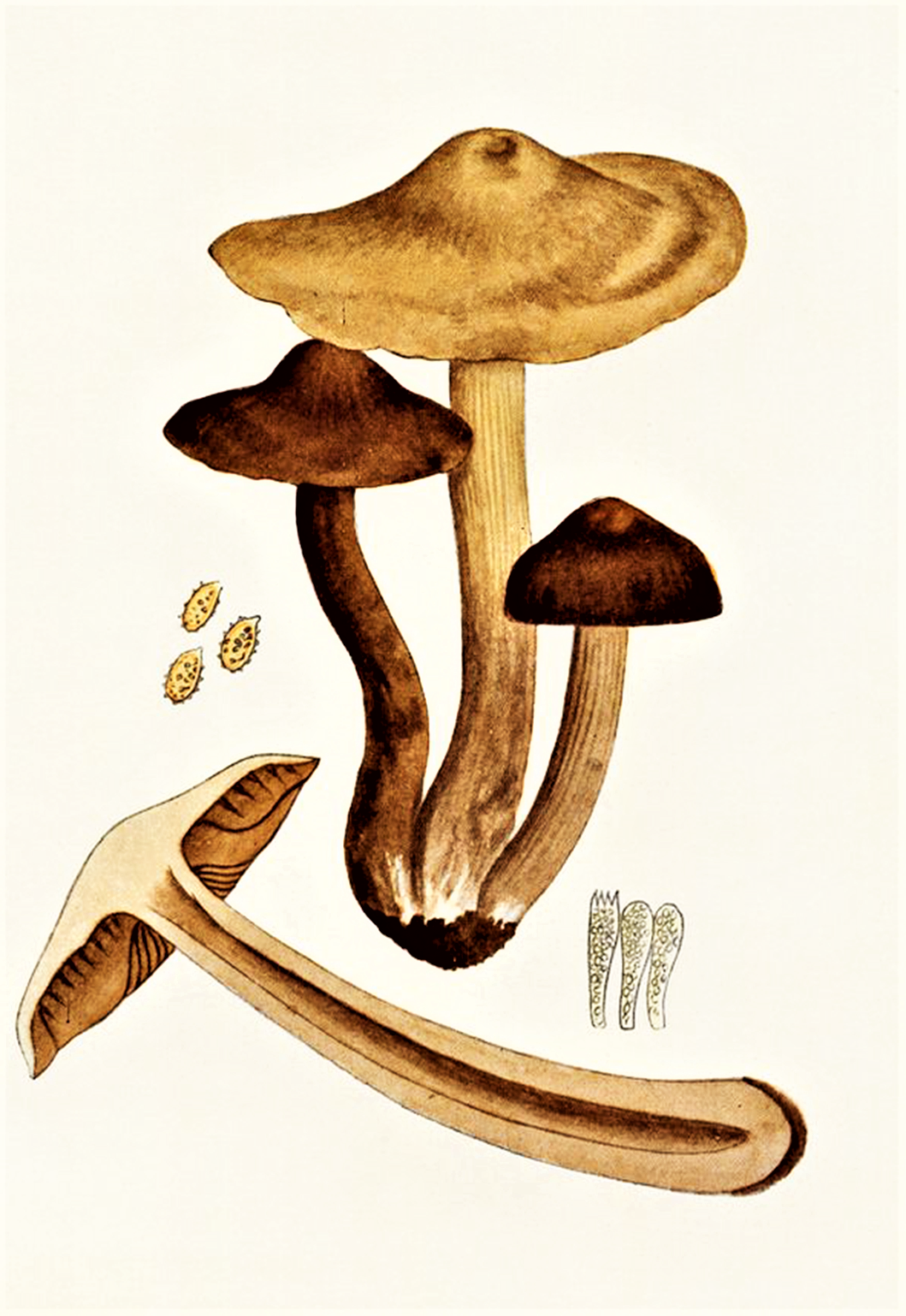
Bres.: Cortinarius uraceus

- Pălăria: higrofană, nu prea cărnoasă și fibroasă cu un diametru de 3-6 (8) cm este la început conică până în formă de clopot cu marginea răsucită spre interior, apoi întinsă, rotundă, dezvoltând o cocoașă ascuțită mai mult sau mai puțin dezvoltată în centru. Cuticula netedă, golașă care prezintă odată cu avansarea maturității o margine crestată, cotită și uneori cu rupturi longitudinale, este de obicei umedă cu un luciu unsuros, coloritul fiind brun-măsliniu până castaniu, la margine adesea brun-portocaliu, care, datorită higrofanității, se decolorează la ariditate brun-gălbui până la galben de piele de porc.
- Lamelele: nu prea subțiri și îndepărtate între ele, intercalate cu lameluțe de lungime diferită, ocazional bifurcate și atașate slab rotunjit la picior, sunt învăluite la început de o cortină  albicios-gălbuie, formată din fibre foarte fine ca păienjeniș, resturi ale vălului parțial. Coloritul inițial straniu ocru-cărămiziu cu o nuanță măslinie devine apoi închis brun-gălbui și în sfârșit brun până brun-roșiatic. Muchiile sterile sunt slab zimțate și galben-roșiatice.
- Piciorul: cu o înălțime de 5-8 (9) cm și o grosime de 0,6-1 cm, de obicei mai lung decât diametrul pălăriei este longitudinal fibros, dar destul de moale, cilindric și spre bază puțin îngroșat, fiind gol pe dinăuntru. Coloritul este gri-gălbui până gri-brun, cu o tentă lucioasă ca de alamă, spre vârf verzui, iar spre bază negricios cu resturi galben-albicioase ale vălului. La bătrânețe, suprafața se înnegrește din ce în ce mai mult. Nu prezintă un inel.
- Carnea: fibroasă, dar destul de moale, este gri-maronie până brun închisă, devenind în vârstă negricioasă. Nu se mai decolorează după tăiere. Mirosul este insignifiant și gustul blând.[3][4]
- Caracteristici microscopice: are spori destul de mari, ocru-gălbui dextrinoizi (se decolorează cu reactivul Melzer), ascuțit elipsoidali, fără o depresie centrală, pe suprafață, punctați verucos, măsurând 8,5 (9)-11 (12) x 4 (5,5)-6 (7) microni. Pulberea lor este ruginie. Basidiile clavate, hialine (translucide) cu nuanțe gălbuie poartă 4 sterigme fiecare, având o mărime de 30-40 x 8-10 microni. Cistidele (elemente sterile situate în stratul himenal sau printre celulele din pielița pălăriei și a piciorului, probabil cu rol de excreție) în formă de măciucă sunt de o dimensiune similară.[9]
- Reacții chimice: carnea se decolorează într-un extract alcoolic sub raze ultraviolete albastru închis.[10]

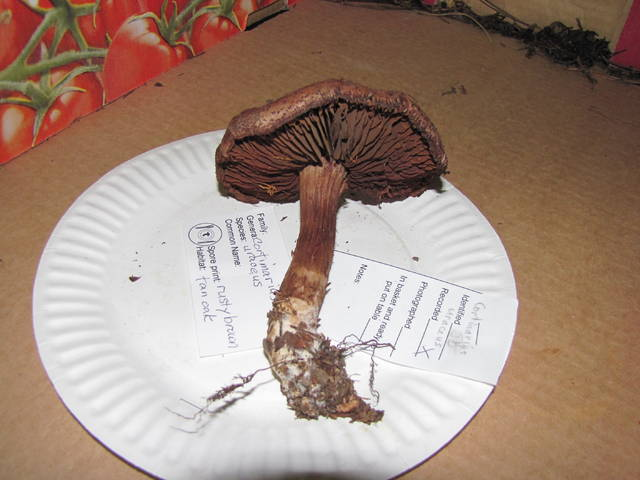
C. uraceus bătrân: lamele și picior

## Confuzii
Specia poate fi confundată de exemplu cu Cortinarius anthracinus (necomestibil), Cortinarius armeniacus (necomestibil), Cortinarius brunneus (otrăvitor), Cortinarius croceus (otrăvitor), Cortinarius depressus sin. Cortinarius adalberti (necomestibil ), Cortinarius fasciatus (necomestibil), Cortinarius flexipes (otrăvitor), Cortinarius fulvescens (necomestibil), Cortinarius gentilis (otrăvitor), Cortinarius glandicolor (necomestibil), Cortinarius helvelloides sin. Cortinarius alnetorum (necomestibil), Cortinarius limonius (posibil letal), Cortinarius malicorius (otrăvitor), Cortinarius rigens (necomestibil), Cortinarius rigidus sin. Cortinarius umbrinolens (necomestibil, miros pământos, mucegăios, gust blând, crește sub mesteceni) plus + imagini, Cortinarius rubellus (mortal) sau Cortinarius semisanguineus (otrăvitor).

## Specii asemănătoare în imagini

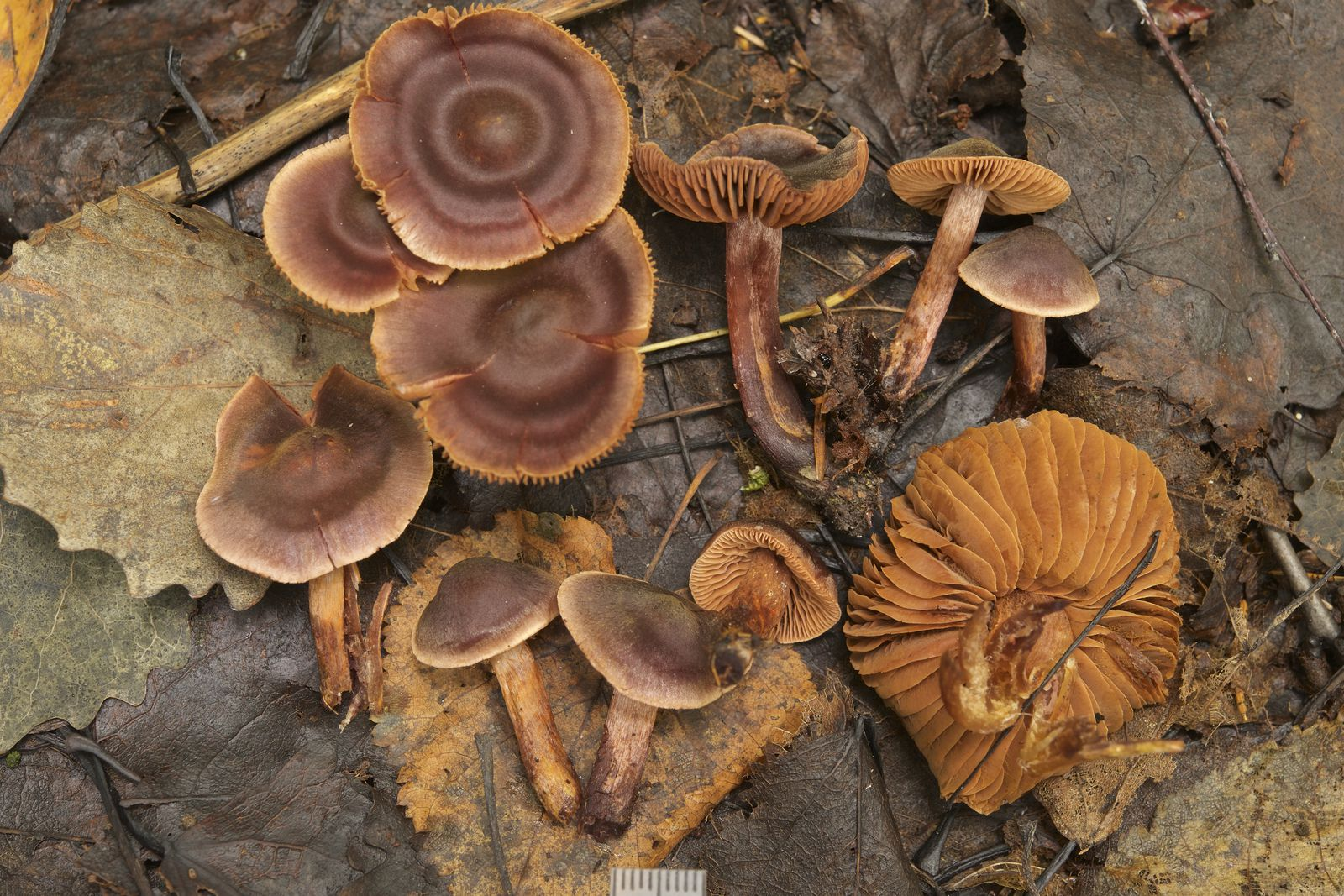
!Cortinarius anthracinus!
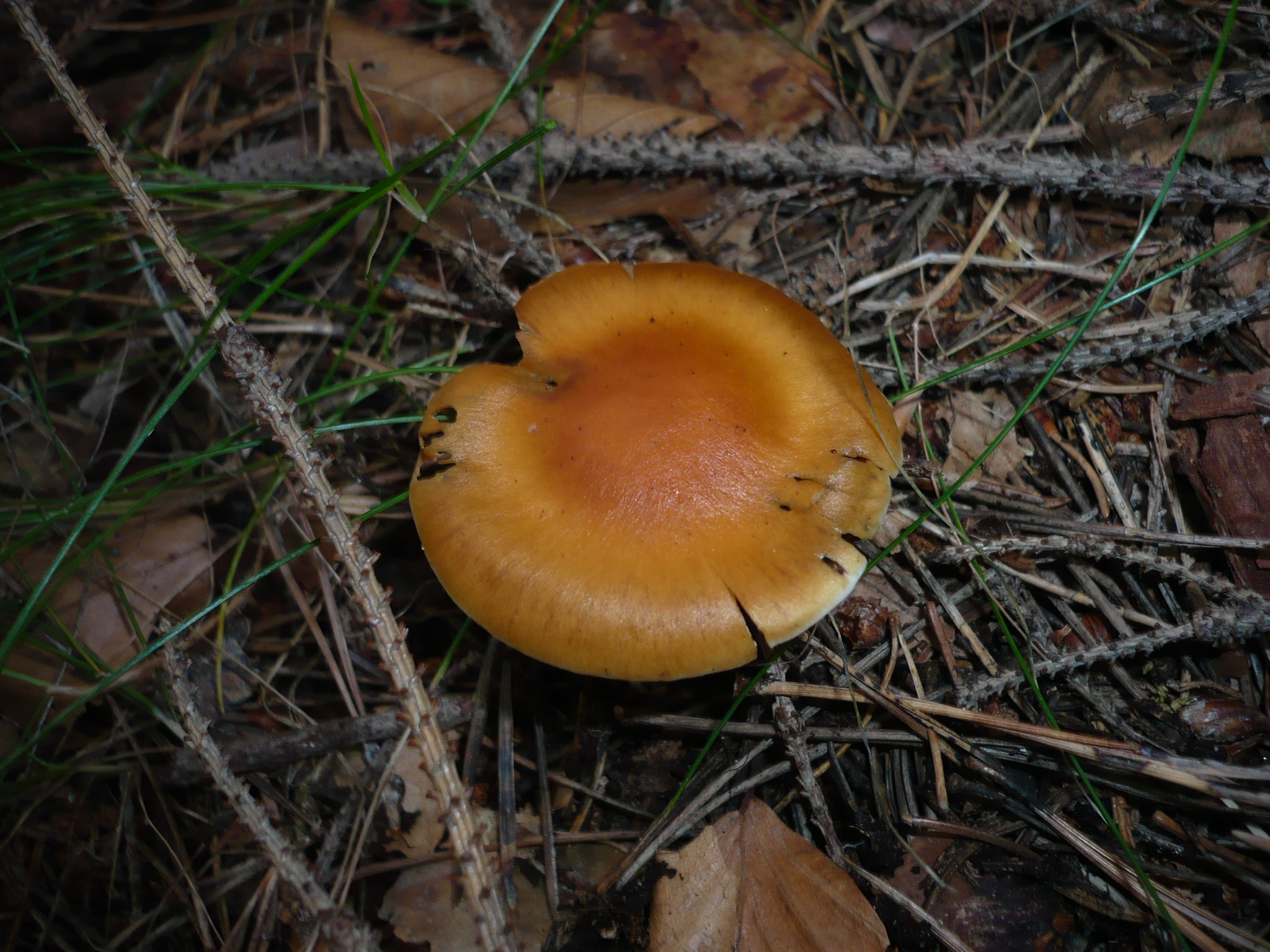
!Cortinarius armeniacus!
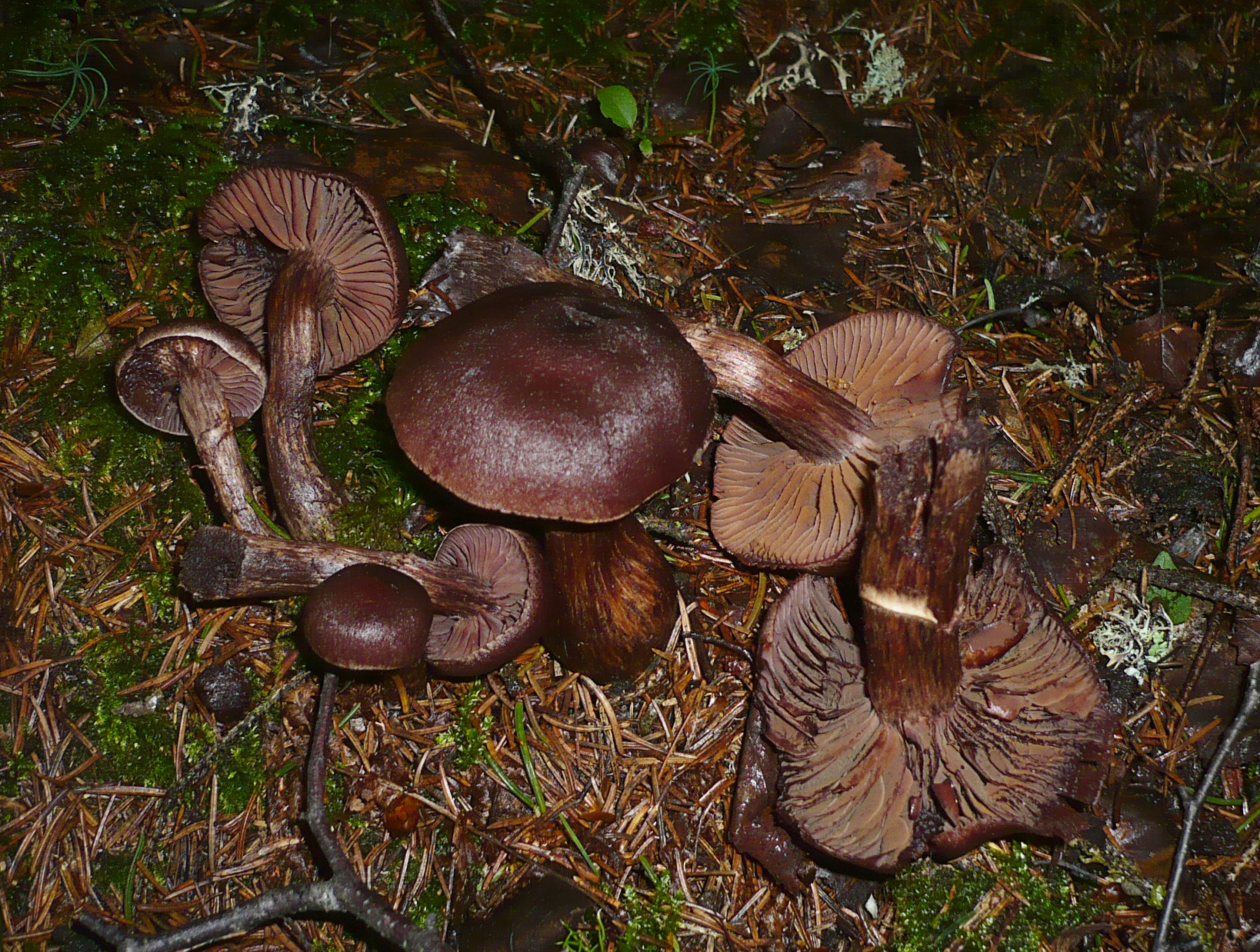
!!Cortinarius brunneus!!
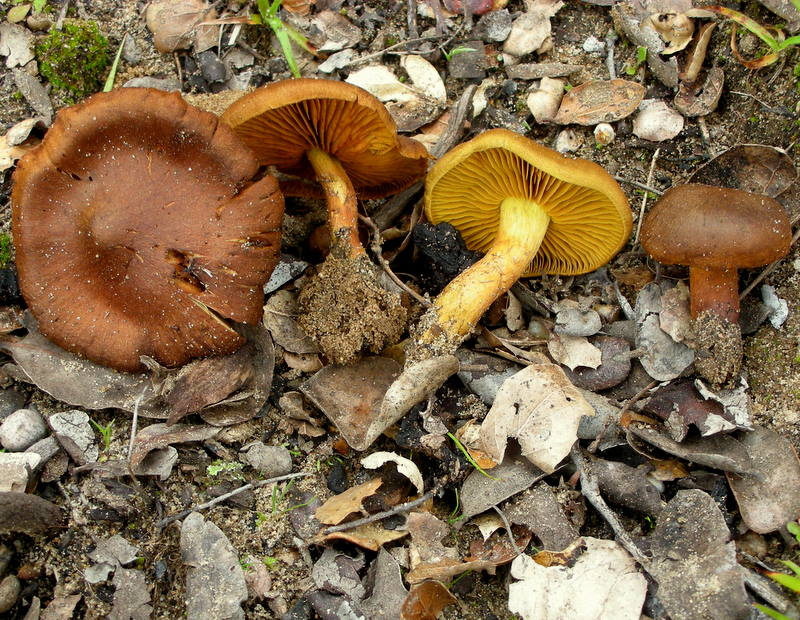
!!Cortinarius croceus!!
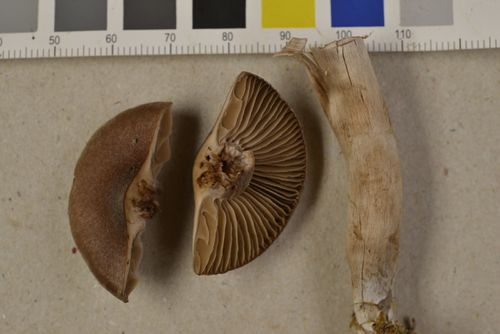
!Cortinarius depressus sin. Cortinarius adalberti!
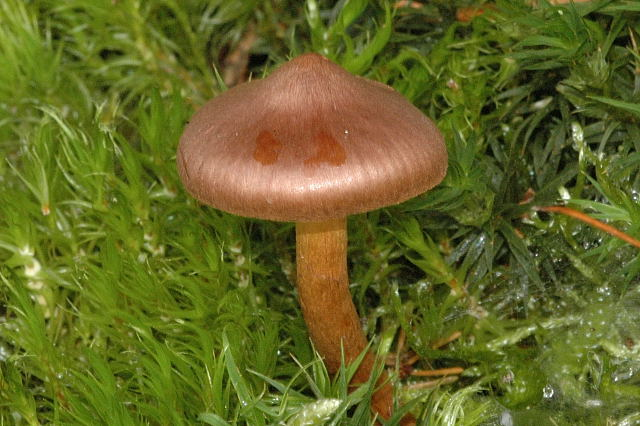
!Cortinarius fasciatus!

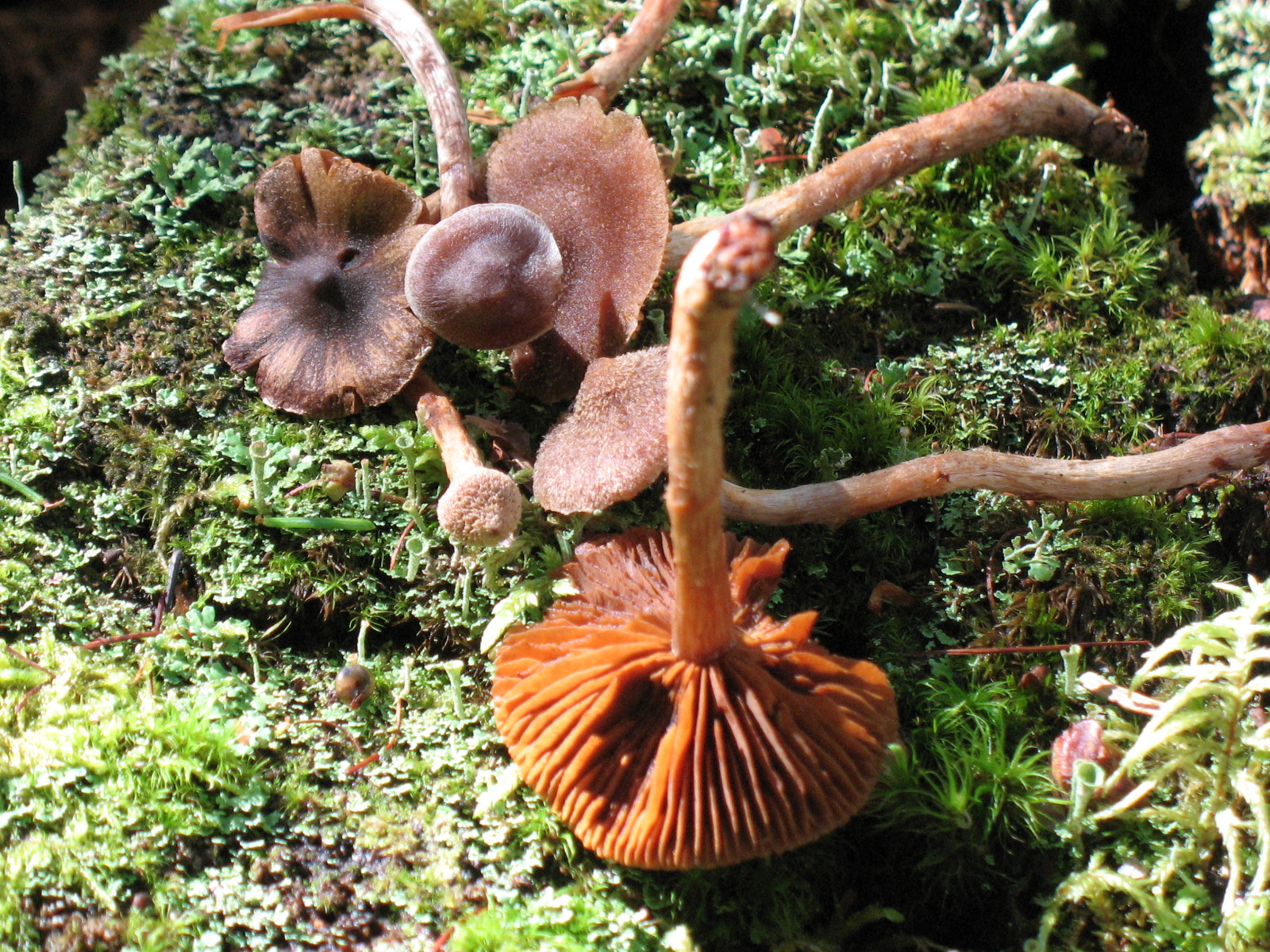
!!Cortinarius flexipes!!
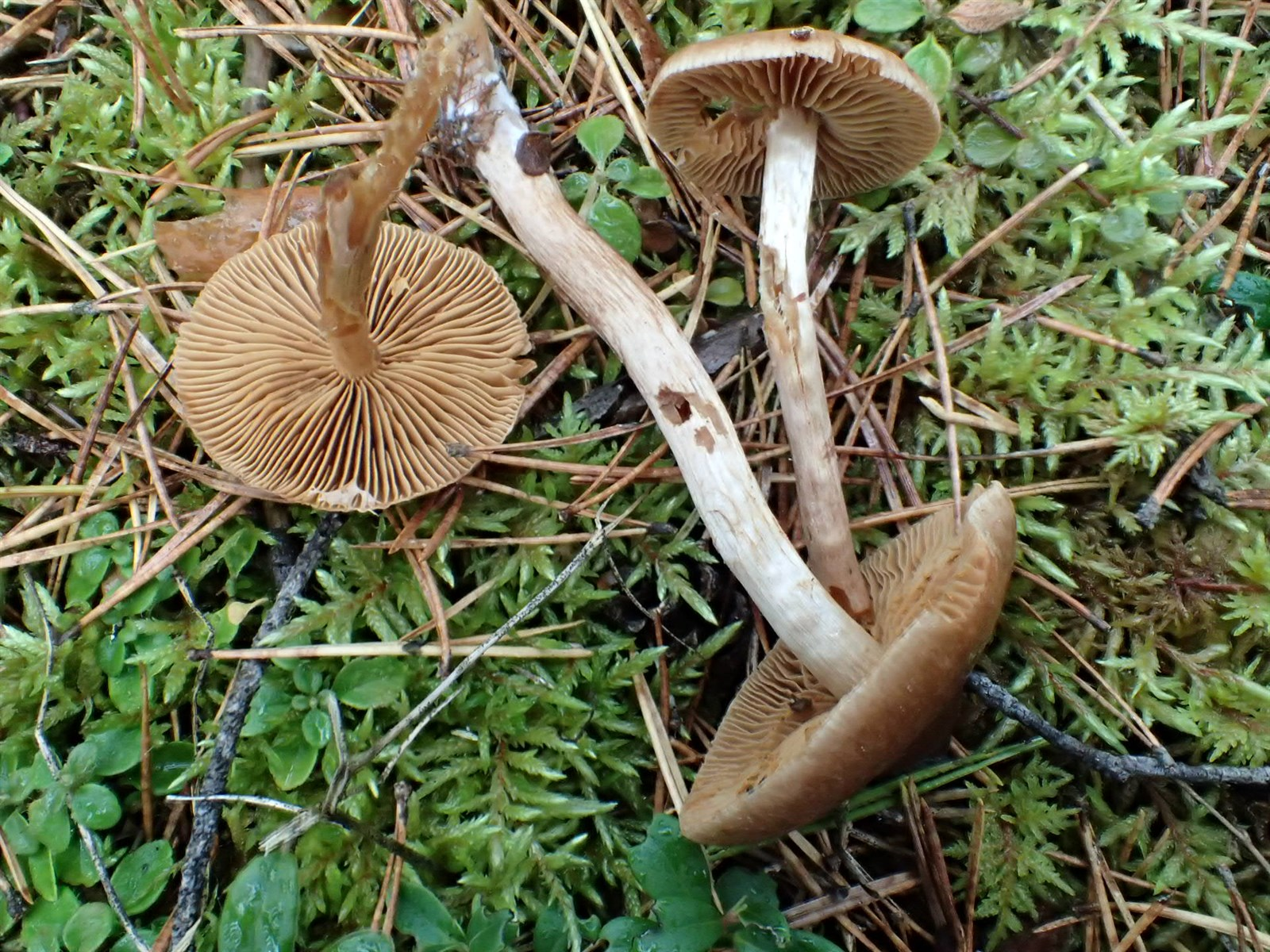
!Cortinarius fulvescens!
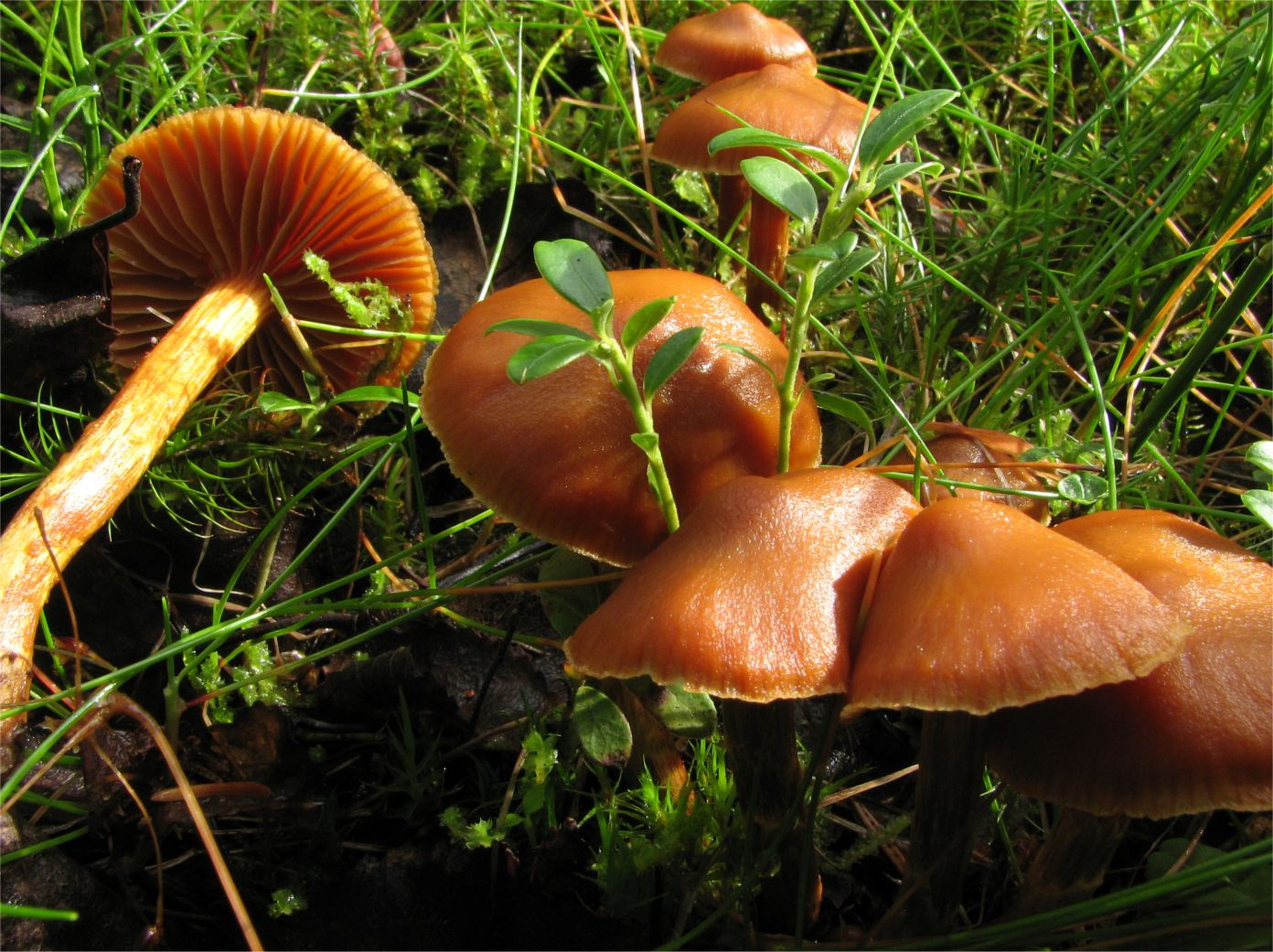
!!Cortinarius gentilis!!
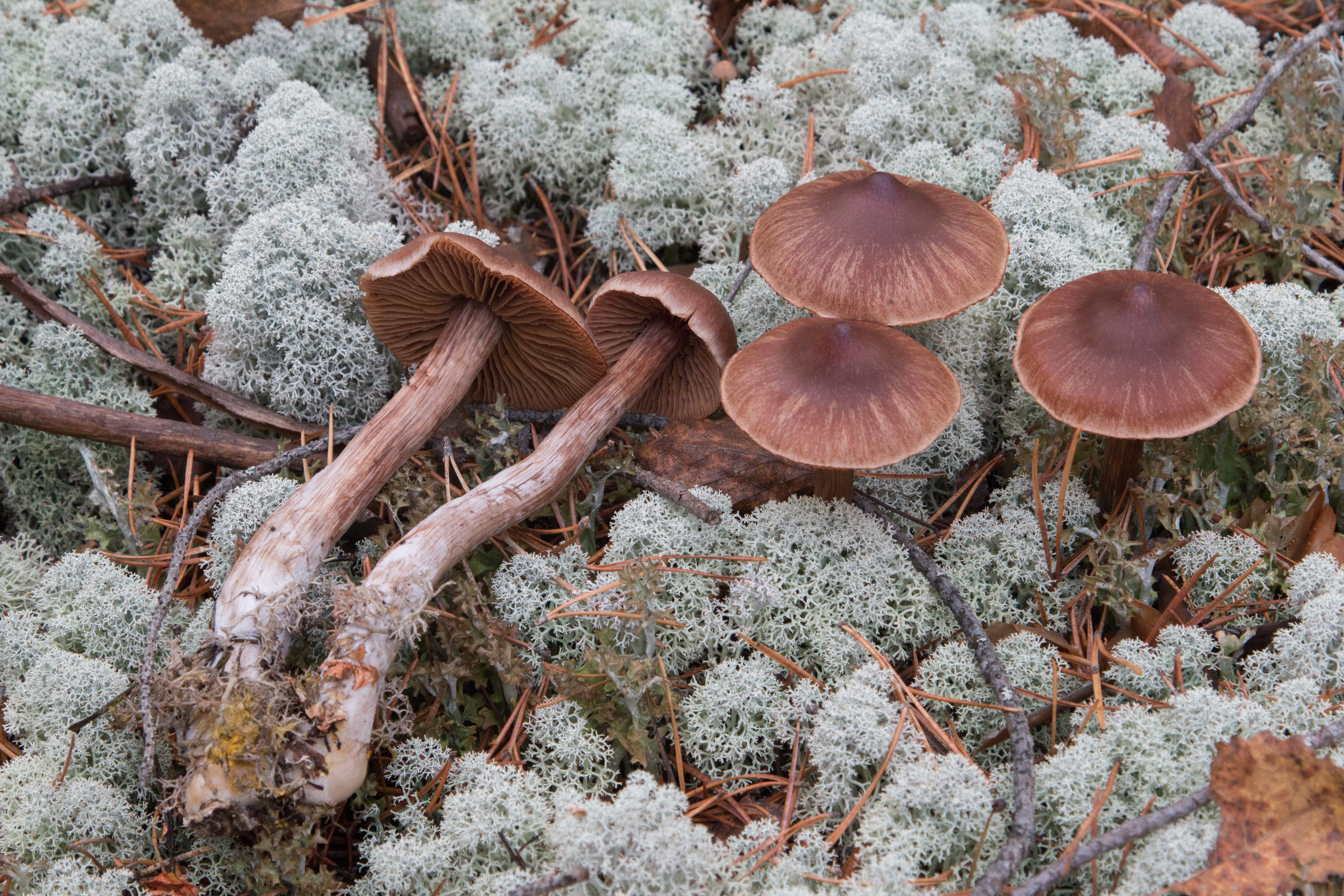
!Cortinarius glandicolor!
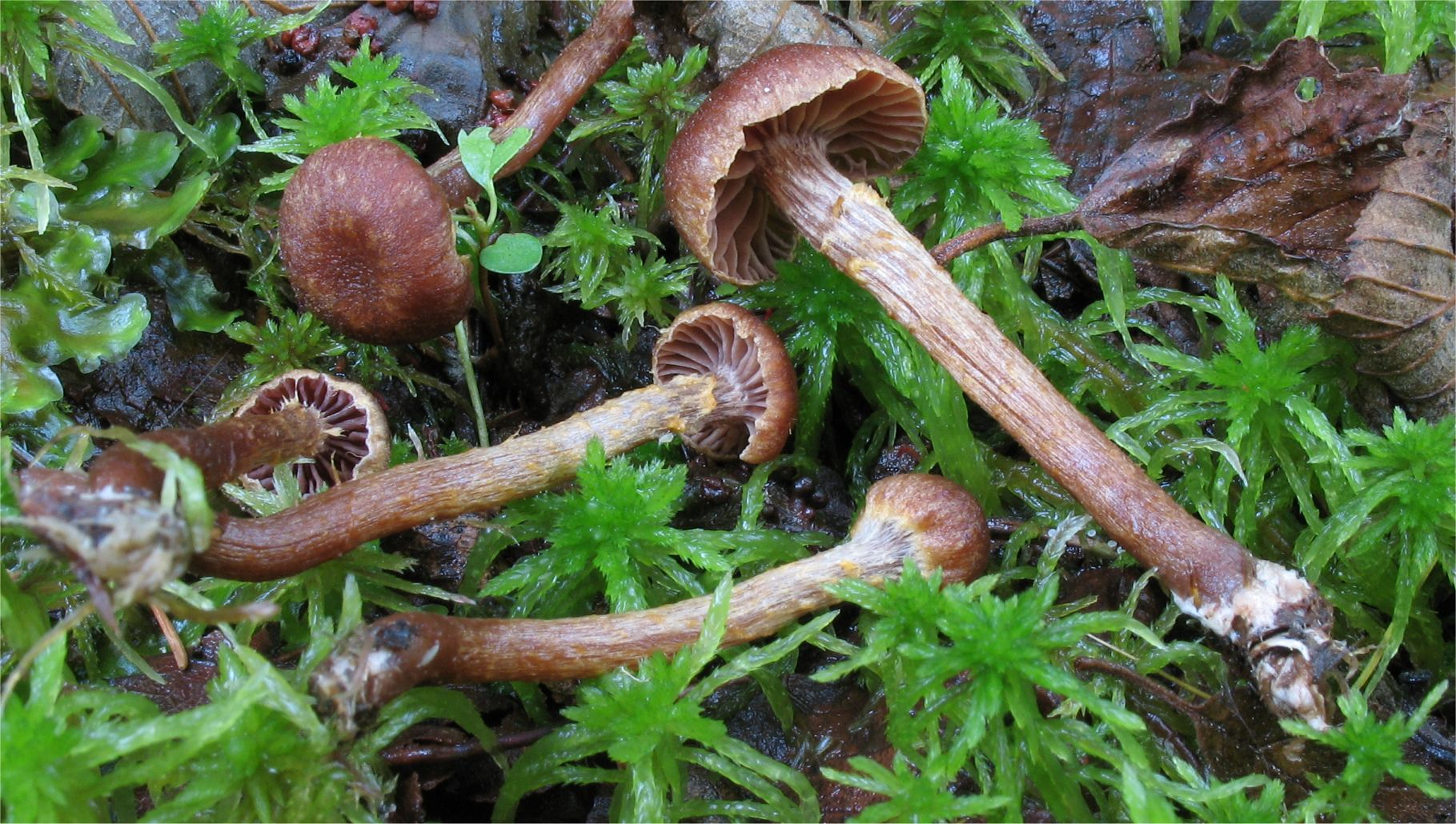
!Cortinarius helvelloides sin. Cortinarius alnetorum!

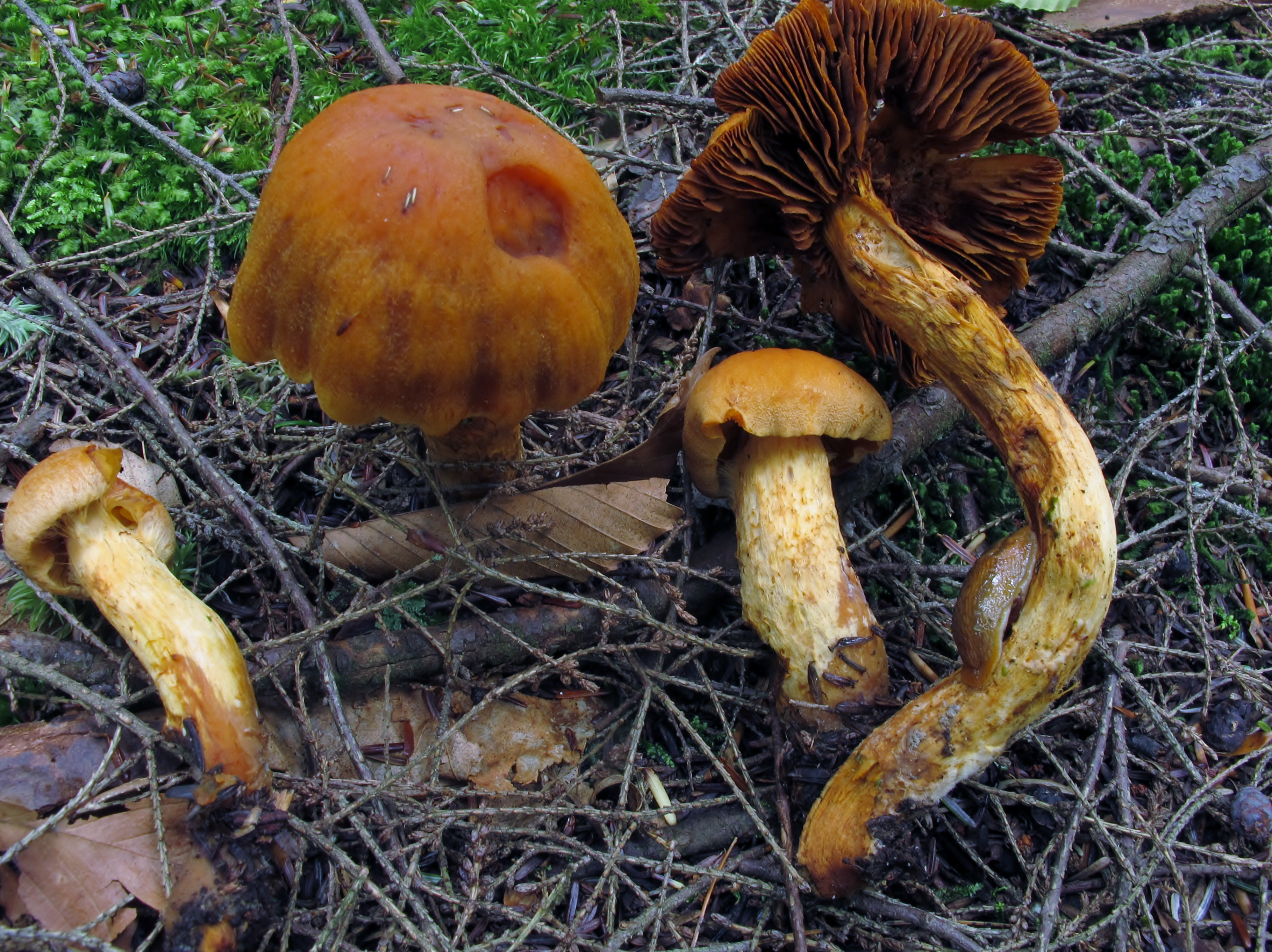
!!!Cortinarius limonius!!!
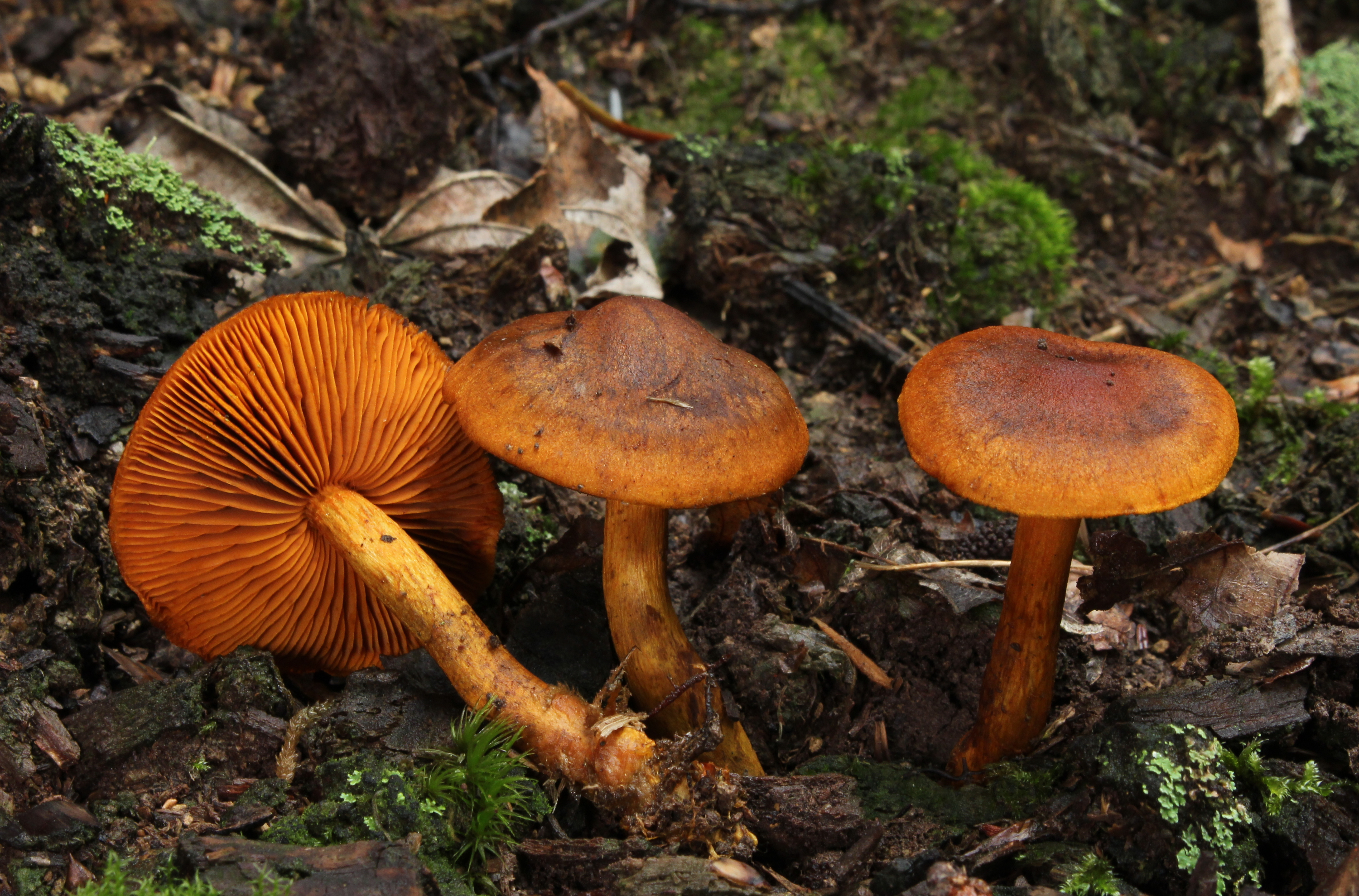
!!Cortinarius malicorius!!
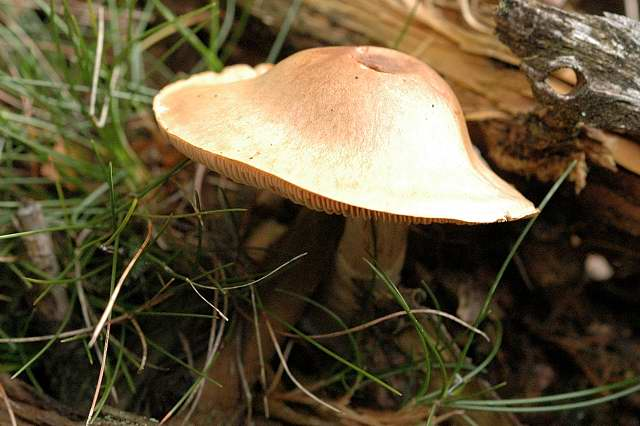
!Cortinarius rigens!
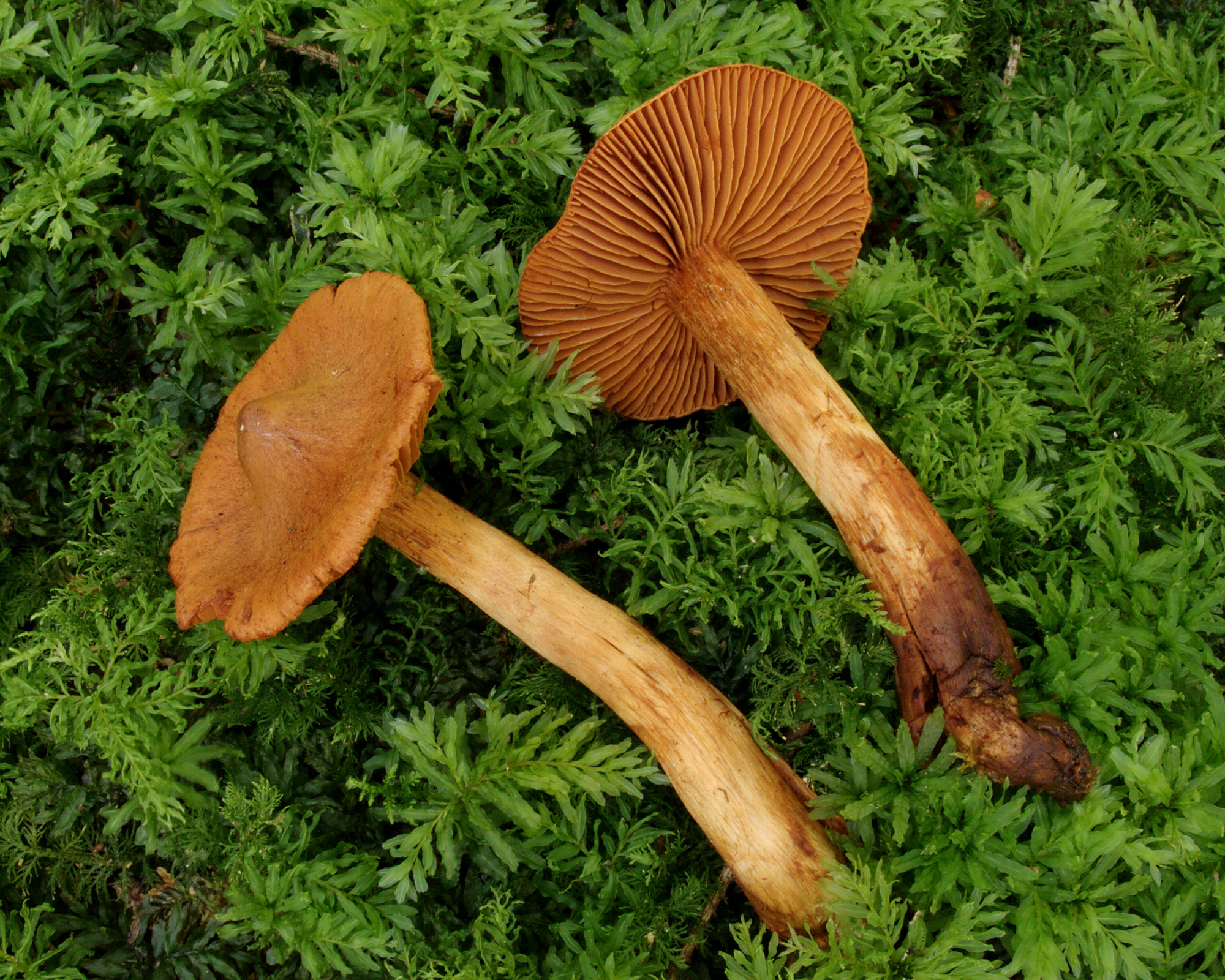
!!! Cortinarius rubellus!!!
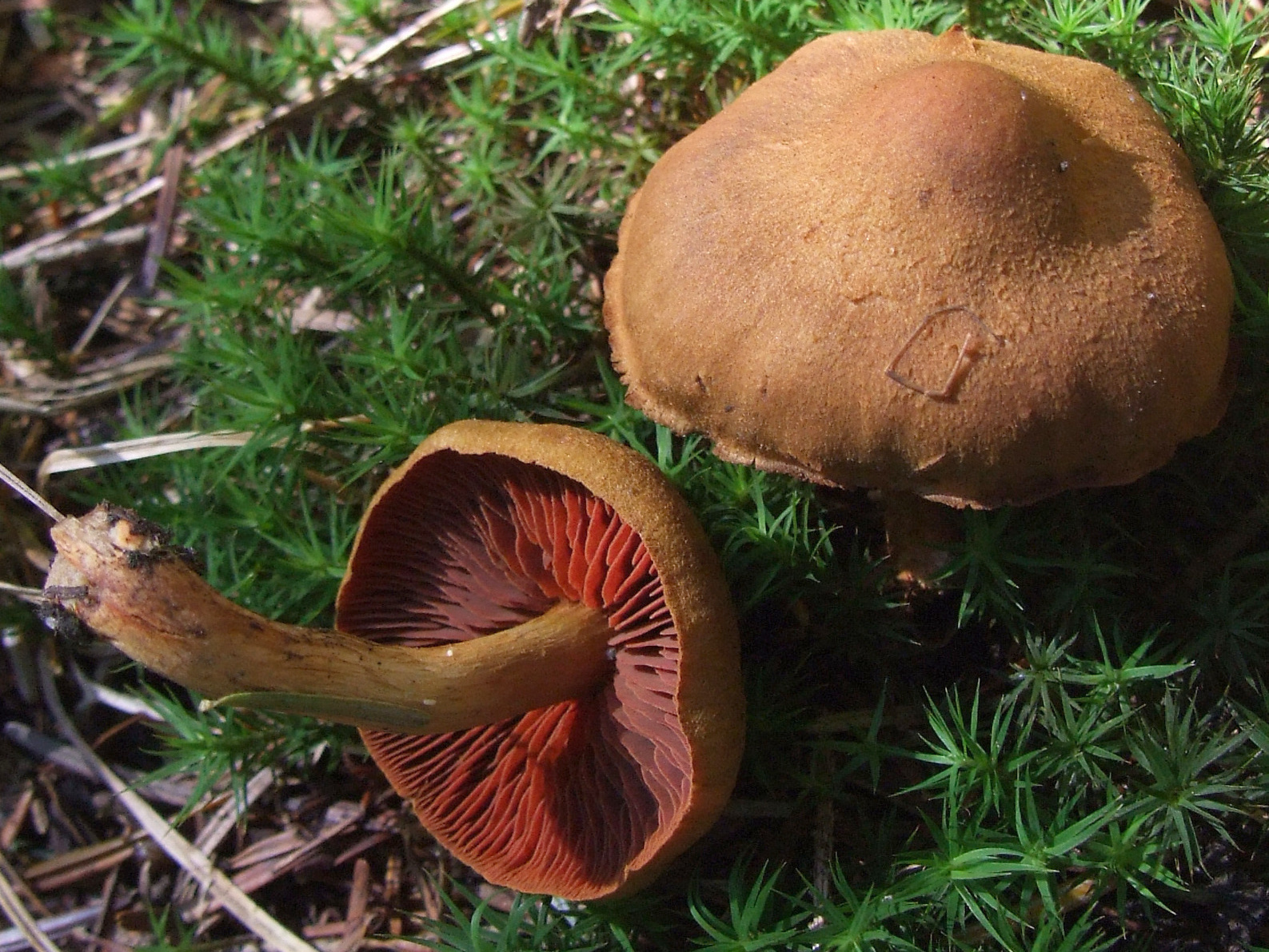
!!Cortinarius semisanguineus!!

## Valorificare
Cortinarius uraceus nu este comestibil din cauza calității inferioare a cărnii. Mai departe, specia poate fi confundată ușor cu unele otrăvitoare până chiar și letale.